# Red Bay
Red Bay je rybářská vesnice v provincii Newfoundland a Labrador na severovýchodě Kanady, na pobřeží poloostrova Labrador. Obec má 169 obyvatel (2016). Nachází se zde pozůstatky baskické velrybářské osady (Red Bay Basque Whaling Station), která je známá mezi archeology především pro své ucelené záznamy a nálezy velrybářského náčiní, které bylo používáno v Evropě a Severní Americe. Od roku 2013 je na seznamu Světového dědictví UNESCO.

## Geografie
Obec se nachází na pobřeží průlivu u ostrova Belle Isle, kde se stýkají proudy, ve kterých je vhodné prostředí pro život rostlin a živočichů, kterými se živí velryby, které v okolí města žijí. Díky poloze v malém zálivu je přístav částečně krytý před vlnami a větrem. V zátoce nalezneme ostrovy Penney Island a Saddle Island, které Baskové používali jako základní bod pro své velrybářské operace. Za druhé světové války byla obec používána jako kotviště pro vojenské lodě, které používaly přístav jako strategický bod.

## Historie

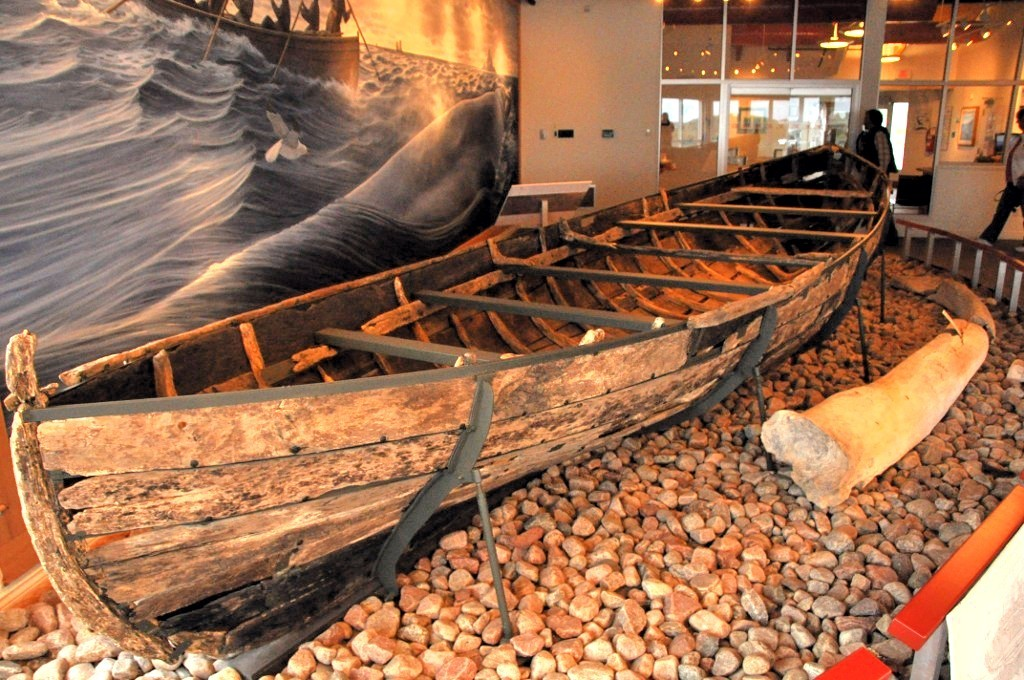
Jeden z vraků lodí v muzeu

Přístav byl založen jako velrybářská osada mezi lety 1530 a 1550. Ještě v průběhu 17. století byl přístav nazýván Balea Baya (volně přeloženo Velrybí záliv). Tento přístav byl centrem Baskických velrybářů, kteří v této oblasti intenzivně lovili.
Do přístavu byli posíláni námořníci z Francie a severního Španělska, kteří každou sezonu ulovili i přes 15 velryb. Tyto velryby následně putovaly jako zboží do Evropy.
Za opuštění přístavu velrybáři pravděpodobně stálo vylovení všech velryb v oblasti.

### Potopené lodě
V roce 1565 se nedaleko Red Bay potopila loď San Juan. Tato loď pravděpodobně nevydržela silnou bouři. V okolí obce se však nalezlo mnoho vraků větších i menších lodí, které se zde potopily. Na místním hřbitově je pohřbeno přes 140 velrybářů, kteří pravděpodobně zemřeli při bouřích nebo se jinak utopili.

### Legendy
Podle jedné z místních legend skryl pirát William Kidd svůj pirátský poklad. Obyvatelé obcí v okolí vypustili ve snaze najít poklad skrytý na jednom z nedalekých pahorků malý rybníček. Nakonec se však ukázalo, že tato snaha byla marná a poklad se nenašel.

## Památková ochrana
Od roku 1979 je Red Bay zapsáno na seznamu národních historických památek Kanady.
Roku 2013 byl Red Bay zapsán na seznam Světového dědictví UNESCO.

## Etymologie
Název obce Red Bay (volně přeloženo Červený záliv) je odvozen od červené barvy žulových útesů, které se v moři v zátoce hojně nacházejí.

## Demografie
V roce 2006 v obci žilo celkem 225 obyvatel.
| Věková skupina | Počet obyvatel | Muži | Ženy |
| -------------- | -------------- | ---- | ---- |
| 0 - 4          | 10             | 5    | 5    |
| 5 - 9          | 5              | 5    | 0    |
| 10 - 14        | 10             | 5    | 5    |
| 15 - 19        | 15             | 10   | 5    |
| 20 - 24        | 10             | 5    | 5    |
| 25 - 29        | 15             | 5    | 10   |
| 30 - 34        | 15             | 5    | 10   |
| 35 - 39        | 15             | 5    | 10   |
| 40 - 44        | 15             | 10   | 5    |
| 45 - 49        | 20             | 10   | 10   |
| 50 - 54        | 25             | 15   | 10   |
| 55 - 59        | 20             | 10   | 10   |
| 60 - 64        | 20             | 15   | 5    |
| 65 - 69        | 10             | 5    | 5    |
| 70 - 74        | 15             | 5    | 10   |
| 75 - 79        | 10             | 5    | 5    |
| 80 - 84        | 5              | 5    | 0    |
| 85 a víc       | 5              | 5    | 0    |

Vysokoškolský titul nebo výuční list nemá 130 obyvatel obce. Všechny osoby s vysokoškolským titulem získaly titul na univerzitě v Kanadě. 20 žen z obce jsou ženy v domácnosti. Nikdo z obce nepracuje mimo Kanadu. Všichni obyvatelé jsou běloši.

## Turismus
Místo je mezi turisty populární. Návštěvnost místa významně vzrostla po zapsání města na seznam UNESCO.

### Turistické atrakce
- Baskické velrybářské stanice
- Pozorování velryb a ledovců
- Místí tradice a kuchyně
- Rybolov
- Muzeum